# Mascaret
Un mascaret és un fenomen de brusca sobreelevació de l'aigua en el curs inferior d'un riu o en un estuari. És provocat pel xoc del corrent natural del riu amb la pujada d'una marea alta, que ocasiona una sola onada que remunta el corrent del riu terra endins. Els més notables solen produir-se durant les sizígies dels equinoccis.
El mascaret equival, en els rius, al fenomen que en física ondulatòria s'anomena solitó.
Són famosos el mascaret del riu Qiantang, a la Xina; el del Severn, a la Gran Bretanya; el dels rius Garona i Dordonya, a França, que és el més proper a Catalunya, i el de l'Amazones. Aquest darrer, localment anomenat pororoca, genera una onada d'1,5 a 4 m que avança a una velocitat de 60 km/h estuari amunt. Es considera que la manca de delta al riu Amazones es podria deure precisament a l'erosió causada pel seu mascaret.